# Вид на глагола
 Тази статия е за вид на глагола.  За таксона вижте Вид (биология).  
Глаголният вид (лат. аспект) е граматическа характеристика на глагола, която показва как се мисли глаголното действие – в своята цялост (завършено) или в процес на изпълнение (незавършено).
Не всички езици разполагат с тази характеристика; например глаголите в английския език нямат вид. Глаголите в други езици, като българския и руския, имат вид: свършен или несвършен.
Тази статия се отнася за вида на глаголите в българския език.

## Глаголи от несвършен вид
Глаголите от несвършен вид представят действието в процеса на извършване, затова могат да се употребяват във всички времена – сегашно, бъдеще, минало.
Примери:
- Сегашно време: Днес чета една увлекателна книга.
- Минало време: Вчера цял ден четох една увлекателна книга.
- Бъдеще време: Утре ще чета една увлекателна книга.

## Глаголи от свършен вид
Глаголите от свършен вид представят действието в неговата цялост (завършено), затова могат да се употребяват в минало и бъдеще време, но не и в сегашно време, защото то представя действието като протичащо в момента (следователно незавършено).
Примери:
- Минало време: Вчера прочетох една увлекателна книга.
- Бъдеще време: Утре ще прочета една увлекателна книга.
- Сегашно време: Днес прочета една увлекателна книга.

Глаголи от свършен вид в българския език могат да се употребяват в сегашно време, но само в подчинени изречения, защото те се отнасят за бъдещето:
 Искам да прочета тази книга.
 Какво ще науча, ако прочета тази книга?
Тази особеност на сегашното време засяга и глаголите от несвършен вид:
 Искам да чета на спокойствие.
Тук действието четене отново е представено като бъдещо.

## Несвършен вид на глагола
Повечето глаголи, които не съдържат нито наставки, нито представки, т.нар. първични или непроизводни глаголи, са от несвършен вид: нося, чета, ям, пия, пея, ора. Те не образуват абсолютни видови двойки, защото ако се прибави представка или наставка -н-, ще се получи глагол от свършен вид с ново значение.
Глаголите от несвършен вид се образуват от глаголи от свършен вид чрез процес, наречен имперфективация, като се променя само видът на глагола, а лексикалното значение на образувания глагол остава почти същото: разкажа (св. вид) – разказвам (несв. вид). Това се осъществява чрез наставките:
-а-м: довежд-а-м, намир-а-м, прочит-а-м
-я-м: отговар-я-м, повтар-я-м, поднас-я-м
-ва-м: извик-ва-м, помирис-ва-м, разказ-ва-м
* Наставката -ва-м е с най-широка употреба при вторичните несвършени глаголи.
-ава-м: наближ-ава-м, различ-ава-м, съкращ-ава-м
-ява-м: насто-ява-м, пребро-ява-м, размишл-ява-м
-ува-м: куп-ува-м, стр-ува-м, цел-ува-м
* Глаголите с наставка -ува-м са по-малко на брой.
* Не бива да се бърка наставката -ува-м с наставката -ва-м, която е словообразуваща:
зима – зим-ува-м
лагер – лагер-ува-м
празник – празн-ува-м
сън – сън-ува-м
Има глаголи от несвършен вид, които съдържат наставка -н-, която е словообразуваща, а не видоизменяща: бръс-н-а, вех-н-а, гас-н-а и др.
При имперфективация има фонетични промени, които се изразяват в редувания на гласни в корена на думата и/или на крайната съгласна с друга съгласна или със съчетание от две съгласни:
е:и проч-е-та – проч-и-там
е:я м-е-тна – м-я-там
Ø:и спра – сп-и-рам
я:и вл-я-за – вл-и-зам
о:а отр-о-вя – отр-а-вям
д:жд подве-д-а – подве-жд-ам
т:щ пра-т-я – пра-щ-ам
ж:з отка-ж-а – отка-з-вам
ж:г сло-ж-а – сла-г-ам
* Комбиниране на две деривационни техники (добавяне на наставка, съчетано с редуване на коренова гласна, възможно и съгласна): избер-а – избир-а-м, подлож-а – подлаг-а-м, изреж-а – изряз-ва-м и др.
Т.нар. вторична имперфективация представлява процес, при който глаголът от несвършен вид се образува от свършен глагол, образуван на свой ред от първичен глагол от несвършен вид. Например: глаголът лежа е основен глагол от несвършен вид, чрез перфективация се образува свършеният глагол легна, от който посредством вторична имперфективация се получава глаголът лягам, който е от несвършен вид:
лежа (основен глагол, несв. вид)⇒ легна (св. вид; перфективация)⇒ лягам (несв. вид; вторична имперфективация)

## Свършен вид на глагола
Има около 50 първични глагола от свършен вид, които не съдържат представка или наставка, като например видя, дам, купя, родя, скоча, хвърля, чуя и др. От тях чрез наставка може да се образува несвършен вид:
видя (св. вид) – виждам (несв. вид)
Освен представките наставката -н- също има видообразуваща функция. С тяхна помощ се образуват глаголи от свършен вид и този процес се нарича перфективация. При него освен видът на глагола се променя и лексикалното му значение:
чета (несв. вид) – препрочета, зачета (св. вид)
Носители на значението свършен вид на глагола са също така наставките -аса, -яса, -еса, -иса и -диса, които са от чужд произход, напр. сколасам, курдисам и др.
А при имперфективация се променя само видът на глагола, а значението се запазва:
докажа (св. вид) – доказвам (несв. вид)
отговоря (св. вид) – отговарям (несв. вид)
Представките, чрез които се осъществява перфективация, са:
» в- (въ-): в-дишам, в-пиша, в-карам, въ-влека
» въз-: въз-будя, въз-гордея се, въз-вия
» връх-: връх-литам
» до-: до-веря, до-говоря, до-живея, до-пиша
» за-: за-грея, за-бавя, за-звъня, за-пиша
» из-: из-бера, из-бързам, из-гоня, из-пия
» на-: на-мажа, на-пиша, на-бия, на-соча
» над-: над-скоча, над-бягам, над-думам
» о- (об-): о-бера, об-играя, об-мисля, о-боря
» от-: от-бера, от-карам, от-летя
» по-: по-бера, по-вия, по-бия
» под-: под-бера, под-готвя, под-паля
» пре-: пре-броя, пре-живея, пре-бягам
» пред-: пред-видя, пред-пазя
» при-: при-бера, при-готвя, при-искам
» про-: про-бия, про-гоня, про-мълвя
» раз-: разв-еселя, раз-вея
» с- (съ-): с-бера, съ-бера, с-готвя, с-ломя
» у-: у-бода, у-вещая, у-плаша
и др.
* Има свършени глаголи, образувани с няколко представки: раз-пре-деля, пред-на-чертая, из-по-чупя, пре-на-редя. В този случай се говори за полипрефиксация.
Голяма група свършени глаголи се употребяват само с представки, т.е. не са производни от първични несвършени глаголи – въведа, доведа; поема, наема; вложа, доложа, заложа; получа, улуча, сполуча и други.
Представките могат да се прибавят и към глаголи от свършен вид, тогава не се променя вида, а само лексикалното значение. От изходния глагол кажа, който е от свършен вид, чрез представки се образуват глаголите: разкажа, откажа, покажа, докажа. Те също са от свършен вид, но с ново лексикално значение.
Глаголи от свършен вид се образуват и чрез наставка -н-, която се добавя към несвършен глагол. Новообразуваният глагол от свършен вид е с ново лексикално значение, което изразява еднократно или умалително действие. Например: седя (несв. вид) – седна (св. вид); пия (несв. вид) – пийна (св. вид); капя (несв. вид) – капна (св. вид). А от тези свършени глаголи се образуват несвършени, като наставката -н- отпада: кап-н-а (св. вид) – капвам (несв. вид); сед-н-а (св. вид) – сядам (несв. вид).
Също има и глаголи от свършен вид, образувани от представка + наставка -н-: с-бъд-н-а се, с-мог-н-а, по-мог-н-а.
Глаголи от свършен вид с наставки -аса-, -яса-, -еса-, -иса-, -диса-, -оса-: бояд-иса-м, вт-аса-м, вар-оса-м, здрав-иса-м, хар-еса-м и др.
При перфективацията с наставка -н- има някои фонетични промени в корена на думата:
» редуване ж – г: лежа – легна
» редуване ж – з: мажа – мазна
» ликвидна метатеза: кълва – клъвна; мърдам – мръдна.

## Видови двойки
По-голямата част от глаголите в българския език участват в абсолютни видови двойки – едно и също действие е представено от два глагола, единият от свършен вид, а другият от несвършен вид. Например: видя (св. вид) – виждам (несв. вид).
При абсолютните видови двойки несвършеният вид винаги е получен от свършения чрез наставка: кажа – каз-ва-м. Тези два глагола образуват абсолютна видова двойка, тъй като са различни по вид, а лексикалното им значение е еднакво. А когато глаголите са от един и същи вид, например: кажа (св. вид) – разкажа (св. вид) и значението им е различно, те не участват във видова двойка.
Наставки, чрез които при видовите двойки от глаголи от свършен вид се образуват глаголи от несвършен вид са: -а-м, -я-м, -ва-м, -ава-м, -ява-м, -ува-м (да не се бърка с наставката -ва-м).

## Двувидови глаголи
В българския език има двувидови глаголи – глаголи, които имат свършено или несвършено значение, в зависимост от контекста:
Ще му пиша веднага. (св. вид)
Пиша писмо на Диди. (несв. вид)
Отивам да му благодаря. (св. вид)
Пеца, благодаря ти за услугата. (несв. вид)
Двувидови са и всички глаголи, образувани с наставките: -ира-, -изира-, като почти всички са от чужд произход. Например: абон-ира-м, катастроф-ира-м, сабот-ира-м, опер-ира-м, пенсион-ира-м, характер-изира-м, орган-изира-м, символ-изира-м и др.

## Практическо разпознаване на вида на глагола
1) Тъй като глаголите от свършен вид представят действието като цяло, те не могат да се употребяват в т.нар. актуално сегашно време, т.е. не могат да означават действие, извършвано при говоренето.
Неправилно:
* В момента аз дам тази книга.
или
* Ние простим на Иван.
Правилно:
Давам книгата.
или
Ние прощаваме на Иван.
2) Глаголите от свършен вид не образуват:
а) деепричастие: *дадейки, * кажейки са неграматични, правилни са давайки, казвайки.
б) сегашно деятелно причастие: *кажещ – грешно, казващ – правилно; *дадящ – грешно, даващ – правилно.
в) отглаголно съществително: не съществуват формите *кажене или *чуене, а казване и чуване.
3) Видът може да се установи и по това дали формата може да се свързва с глаголи, означаващи някакъв етап от развоя на действието, например: започвам, продължавам, свърша, престана.
Невъзможно: * Престанах да купя. (св. вид)
Казва се: Престанах да купувам. (несв. вид)
4) Глаголите от свършен вид не образуват отрицателни форми за повелително наклонение:
Невъзможно: * Не напиши!; * Недей написа!
Казва се: Не пиши!; Недей да пишеш!